# ماگدالنا مالیوا
ماگدالنا مالیوا (بلغاری: Магдалена Малеева؛ زاده ۱ آوریل ۱۹۷۵) یک تنیس‌باز ارمنی‌تبار اهل بلغارستان است. وی دختر یولیا بربریان-مالیوا تنیس‌باز بازنشسته اهل بلغارستان است.